# Casale Marittimo
Casale Marittimo és un municipi situat al territori de la província de Pisa, a la regió de la Toscana, (Itàlia).
Casale Marittimo limita amb els municipis de Bibbona, Cecina i Guardistallo.

## Galeria

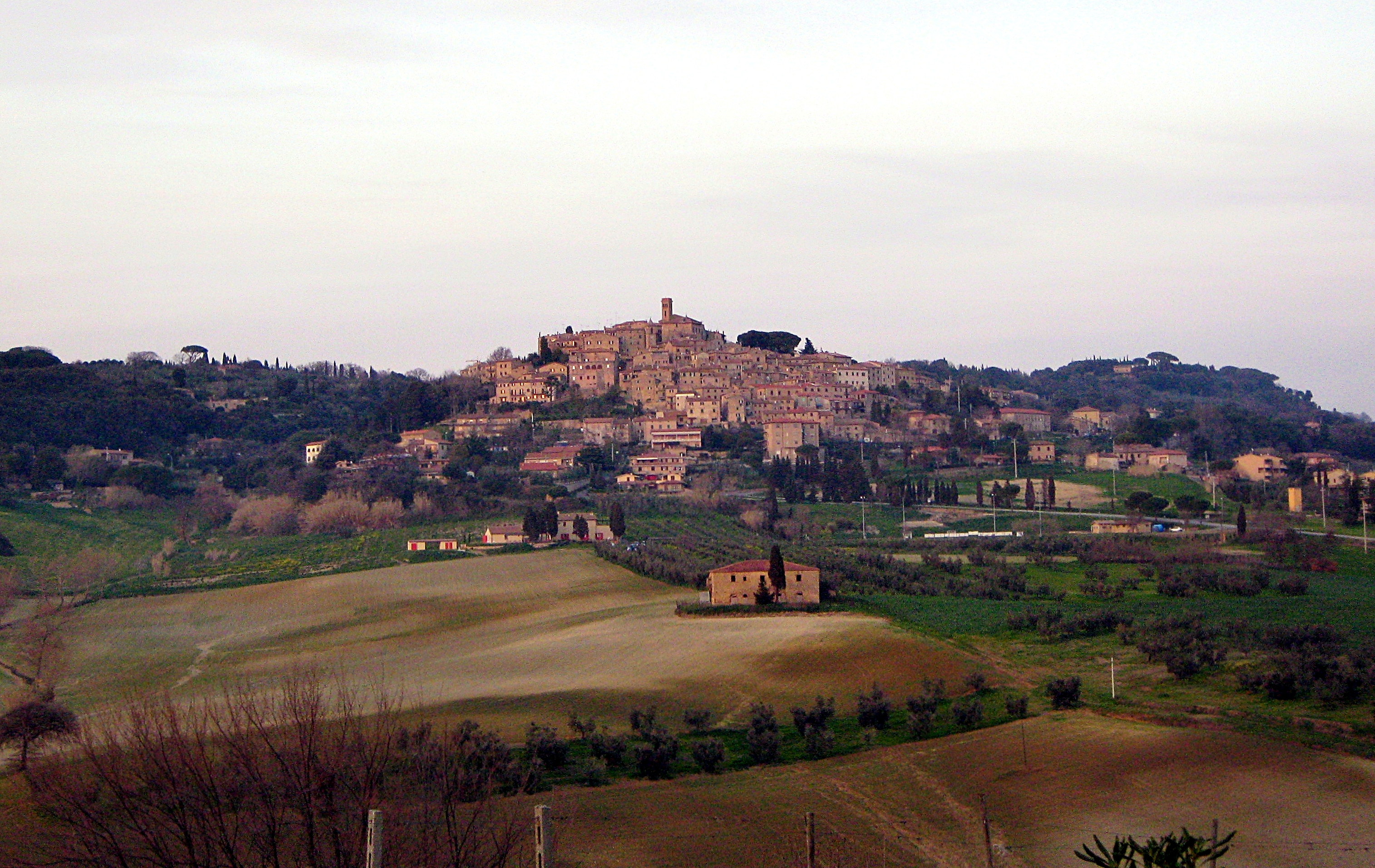
Vista de Casale Marittimo
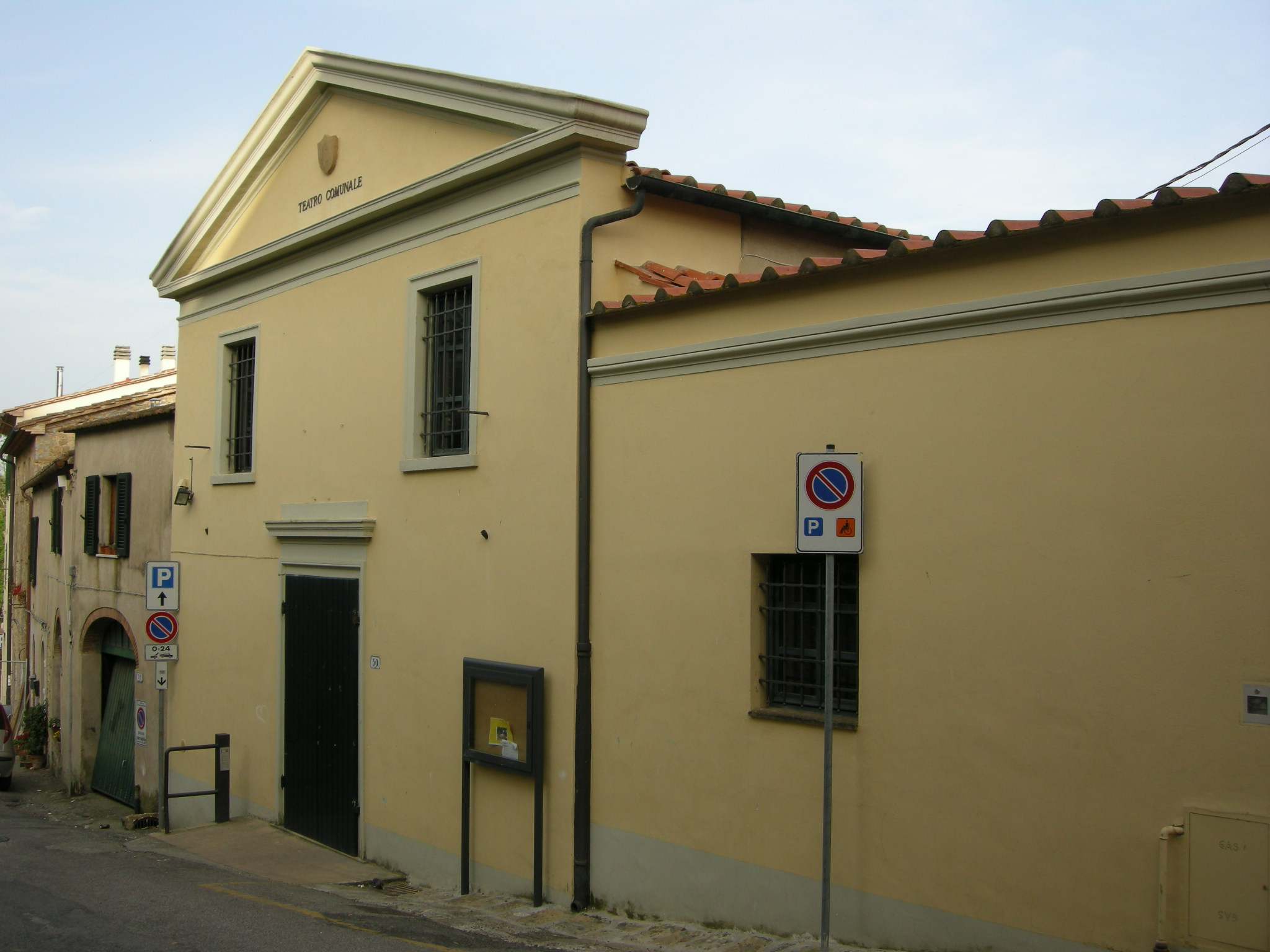
Teatre municipal
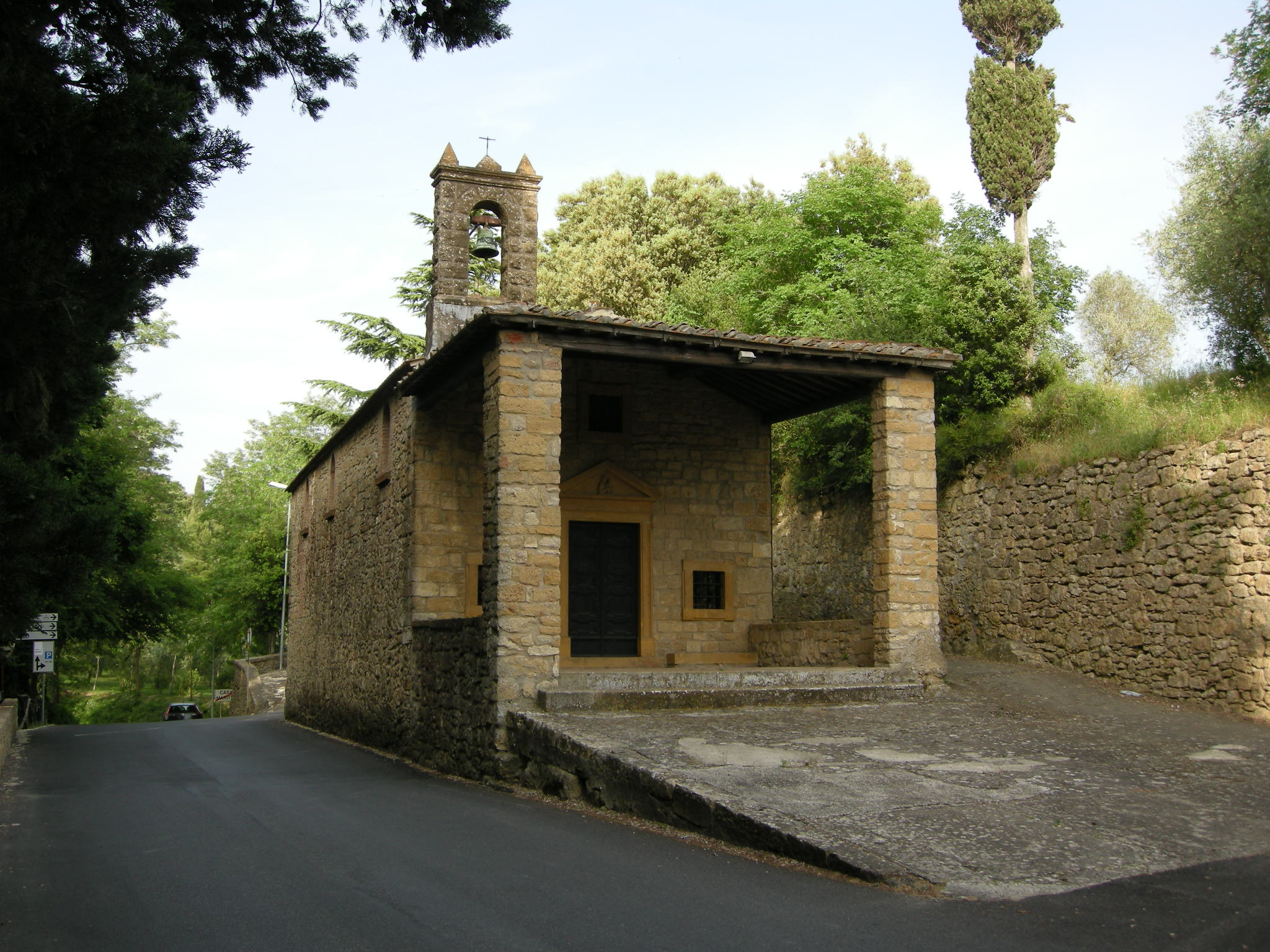
Església
Localització del municipi a la prov. de Pisa